# Орден Камоэнса
Орден Камоэнса (порт. Order of Camões) — португальский рыцарский орден, первоначально учреждённый в 1985 году, но полностью интегрированный в португальскую систему наград только 30 июня 2021 года. Создан в память Луиша де Камоэнса — одного из самых выдающихся поэтов Португалии.

## Описание
Орден имеет шесть степеней, присуждаемых за соответствующие заслуги по сохранению и развитию португальского языка и его продвижению на международном уровне, а также за укрепление культурных связей между португалоязычными народами и общинами. Число членов каждой степени ограничено статутом, а звания присваиваются специальным указом Великого магистра ордена, то есть президента Португалии.

## Степени
- Большая цепь (Grande-Colar – GColCa)
- Большой крест (Grã-Cruz – GCCa)
- Великий офицер (Grande-Oficial – GOCa)
- Командор (Comendador – ComCa)
- Офицер (Oficial – OCa)
- Рыцарь/Дама (Cavaleiro – CvCa / Dama – DmCa)
- Почётный член ("Membro Honorário" — MHCa) — для мест или учреждений без указания конкретной степени.

Особый знак Большой цепи вручается только главам государств.
Членство в ордене назначается президентом либо по собственной инициативе, по рекомендации своих министров, либо по предложению совета ордена.

## Кавалеры

### Большая цепь
- Жорже Карлос Фонсека, бывший президент Кабо-Верде — 11 августа 2021
- Жозе Сарамаго, писатель и лауреат Нобелевской премии (посмертно) — 16 ноября 2021
- Паула Регу, художница (посмертно) — 6 августа 2022
- Жозе Рамуш-Орта, президент Восточного Тимора — 31 октября 2022
- Луис Инасиу Лула да Силва, президент Бразилии — 22 апреля 2023

### Большой крест
- Мария Тереза, великая герцогиня Люксембурга — 5 ноября 2022